# Saponay
 Saponay  es una población y comuna francesa, en la región de Picardía, departamento de Aisne, en el distrito de Château-Thierry y cantón de Fère-en-Tardenois.

## Demografía
| 252 | 252 | 198 | 187 | 237 | 246 |
| Para los censos de 1962 a 1999 la población legal corresponde a la población sin duplicidades (Fuente: INSEE [Consultar]) |     |     |     |     |     |